# Éther de thiophénol

2-(Phénylthio)butane, un exemple particulier d'éther de thiophénol. L'hydrogène de la fonction thiol du thiophénol y a été substiué par un groupe n-butyle, attaché par le deuxième carbone.

Thiophénol

Les éthers de thiophénol sont un groupe de composés organiques qui est une sous-classe des thioéthers, composés organosulfurés de formule générale R—S—R', où R et R' sont des groupes organyles. Dans le cas des éthers de thiophénol, au moins un de ces groupes est un groupe phénylique (—Ph) ou, dans une acceptation plus large de la famille, un groupe arylique (« thioéthers aromatiques »). Les éthers de thiophénol sont donc ainsi, au moins formellement, des dérivés du thiophénol dont la fonction thiol (—SH) a été substituée par un groupe organyle.
Les éthers de thiophénol sont les analogues sulfurés des éthers de phénol.